# José Vallejo y Galeazo

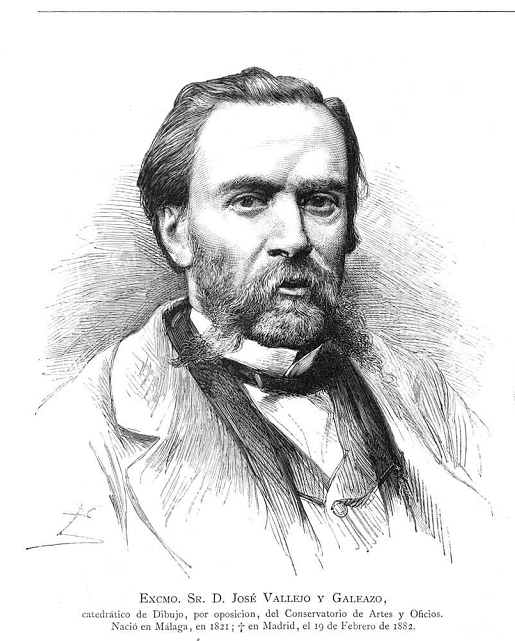
Retrato de Vallejo publicado en La Ilustración Española y Americana (1882).

José Vallejo y Galeazo (Málaga, 15 de agosto de  1821-Madrid, 19 de febrero de 1882) fue un pintor, ilustrador, dibujante y grabador español.

## Biografía
Nacido en Málaga el 15 de agosto de 1821, en 1857 hizo oposición a la plaza de profesor de dibujo de la Escuela de Minas de Madrid. Al estallar la guerra de África, se alistó como soldado voluntario en el regimiento de Zamora, número 8, y agregado al Cuartel General de O'Donnell, allí, además de hacer estudios artísticos durante la campaña, ganó una cruz de san Fernando; fruto de aquella experiencia es la Crónica de la guerra de África. Más tarde organizó una Escuela de Artes y Oficios en la madrileña calle del Turco y se hizo con una gran cruz de la Orden Civil de María Victoria. Realizó un viaje por Alemania, Bélgica e Inglaterra con el objeto de estudiar y fundar en Madrid una «Escuela de Artes para señoritas». Falleció el 19 de febrero de 1882 en Madrid.

## Obra
Dedicado, según Manuel Ossorio y Bernard en 1868, más a la ilustración que a la pintura, Vallejo realizó un considerable número de dibujos para obras como Viajes de Fray Gerundio; Iconografía española de Valentín Carderera, Viaje de SS. MM. á León y Asturias, Historia de las órdenes de caballería, Crónica del viaje de SS. MM. á Andalucía, Crónicas de la guerra de África, Historia de Zumalacárregui, Páginas de la vida de Jesucristo, Galería de los representantes del pueblo (1855), Historia de la Marina real española, Reyes contemporáneos, Álbum artístico de Toledo, Recuerdos y bellezas de España, Galería universal de biografías y retratos o Estado Mayor del ejército español. También realizó numerosos dibujos para publicaciones periódicas como La Ilustración, Semanario Pintoresco, Gil Blas, El Arte en España, La Ilustración de Madrid y varias litografías y grabados al aguafuerte, entre ellos una lámina de la Vida de Cervantes, publicación de Jerónimo Morán.
En lo referente a artes decorativas, realizó las figuras del techo del Teatro de Lope de Vega de Valladolid (1861), además del techo del Teatro Español de Madrid —que pintó junto a Ferri—, la sala de la Imprenta, del Café de Madrid, el techo del salón de recepciones en el palacio de la Presidencia del Consejo de Ministros (1870), el techo del gran salón del palacio del Duque de Uceda, el de un salón de la casa del señor Sancho —con una escena del Quijote—, La aurora para el palacio de los Duques de Santoña, y los telones de embocadura del teatro Variedades  y del de la Comedia. Asimismo dibujó Las diversas suertes de una corrida de toros, Diplomas de los premios para los artistas (para la exposición de 1864), Sillería del coro de la catedral de Toledo, Diploma de la Sociedad antropológica y los retratos de Messina, D. Pedro Lahoz, Haydn, Mozart, Beethoven, Monasterio, Guizol, Luis Felipe, Fray Honorio Messí, Lamartine, Pagnerre, A. Bedeau, Méndez Nuñez y la bailarina Vargas.